# 東方輝針城 ～ Double Dealing Character.
《東方輝針城 ～ Double Dealing Character.》是由同人组织上海爱莉丝幻乐团发布的弹幕射击游戏，为东方Project的第14作。本作的體驗版於2013年5月26日的第10次博麗神社例大祭上發佈，正式版於2013年8月12日（Comic Market 84）正式發佈銷售。。

正式版主选单截图

在東方輝針城之前，東方系列遊戲只通過CD光碟銷售。東方輝針城是第一部通過數字渠道進行銷售的東方系列遊戲。2015年4月7日，遊戲通過Playism進行銷售，使得東方輝針城又成為第一部直接銷往日本之外國家的東方作品。

## 概述
于2013年5月11日ZUN在官网发布关于第14弹的公告，据称「既不创新也不怀古，2000年代新怀古弹幕射击（新しくなくレトロでもない、ゼロ年代ネオレトロ弾幕シューティング）」，仍延续神灵庙的简单操作系统。
本作也是正作中第一部使用1280×960分辨率的作品。

## 剧情
博丽灵梦、雾雨魔理沙和十六夜咲夜的武器突然自己行动起来，與此同時，各地的弱小妖怪发生了叛乱，因此三人必须选择使用武器或者放弃武器調查異變、进行战斗。
首先主角來到了雾之湖，擊退了冰之妖精琪露諾，遇到了變得慷慨激昂的人鱼——若鹭姬。若鹭姬被主角擊敗，再度變得溫順起來。接下來主角來到了柳樹下的運河，打敗了洋洋自得的辘轳首赤蛮奇。赤蛮奇也再度變得溫順。隨後主角又來到了迷途竹林，把在滿月之夜變得兇暴的狼女今泉影狼教訓了一頓。主角繼續前進，來到了幻想鄉上空，在風暴之中遇到了古琴的付丧神九十九八桥和古琵琶的付喪神九十九弁弁，在與她們交談之時，主角偶然間聽到了「下克上」一詞。兩個付喪神被打敗之後告訴主角，她們這些弱者的力量源自漂浮在空中的倒立城——輝針城。主角進入輝針城，遇到了逆襲的天邪鬼——鬼人正邪。通過與她交談，主角意識到鬼人正邪妄想以下克上，顛覆幻想鄉的秩序，是引發異變的元兇。鬼人正邪被主角打敗，隨後逃走，去向不明。主角繼續前進，在輝針城的天守閣見到了一寸法师末裔少名針妙丸。主角發現，道具的自己行動和幻想鄉內的叛亂都是針妙丸手中道具——萬寶槌的副作用。針妙丸因為受鬼人正邪教唆而決定發動起義，然而很快被主角打敗，自己也因為過度使用萬寶槌的力量而暫時無法變大。
Extra關發生在少名針妙丸被打敗之後。天空再次出現了詭異的雲團，而少名針妙丸正處於主角監視之下，所以不可能是她所為。於是主角再次前往幻想鄉上空進行調查。在空中，主角再次遇到並打敗了九十九八桥和九十九弁弁。繼續前進，主角遇到了太鼓變成的付喪神——堀川雷鼓。雖然萬寶槌正處於魔力回收的狀態，但是堀川雷鼓找到了全新的魔力，不再需要借助萬寶槌。堀川雷鼓要求與主角決戰，經過一番交戰，主角終於打敗了堀川雷鼓。之後，主角和堀川雷鼓一致同意人類和道具不再互相攻擊。

## 遊戲系統

《東方輝針城》遊戲畫面。大量回收道具會獲得額外的炸彈碎片或殘機碎片。

本作的自機炸彈承繼前兩作，採用符卡。

### 蒐集道具
本作中，自機移動到畫面上方自動蒐集道具，或以炸彈等手段，大量回收道具時，比起其他作品會獲得更多獎勵。
獎勵會因應在短時間內所取得的道具而變化。回收大量道具除了會使該次得分倍率增加，更會額外獲得殘機碎片或炸彈碎片。收集一定數量殘機碎片或炸彈碎片便可增加殘機或炸彈數量。當然，這些碎片在其他特殊情況下也能入手。
此改變使一向以來只對得分有影響的點道具，起了幫助破關的作用。

### 自机设置
本作的自機有三名，各自可選擇是否要使用妖器，使用妖器與否會影響角色的特殊能力與玩法。與前作一樣，自机在高、低速模式下放出的子彈有所不同。

### 敌机设置
本作敵機的耐久值（血條）位置仍同前作顯示在敵機周圍，形成一條圓環。時效則顯示在中上方，方便玩家視線移動。

## 自機角色

### 博麗 靈夢
，Hakurei Reimu
　　玩弄的迴避重視型（翻弄される迴避重視タイプ）
高速射擊：追蹤御札（ホーミングアミュレット，Homing Amulet）
低速射擊：貪婪大幣（よくばり大幣，Yokubari Oonusa）
符卡：妖器「無慈悲御幣」（妖器「無慈悲御幣」）
　　無癖好的超高速直線威力重視型（癖の無い直進高速武器威力は最高クラス）
高速射擊：追蹤御札（ホーミングアミュレット，Homing Amulet）
低速射擊：信仰之針（パスウェイジョンニードル，Persuasion Needle）
符卡：靈符「夢想封印」（霊符「夢想封印」）

### 霧雨 魔理沙
，Kirisame Marisa
　　散熱的攻擊重視型（散熱の威力重視タイプ）
高速射擊：幻想光束（イリュージョンレーザー，Illusion Laser）
低速射擊：八卦火焰（八卦ファイア，Magic Fire）
符卡：妖器「暗魔砲」（妖器「ダークスパーク」）
　　自給自足的靈力吸收型（自給自足の霊力吸收クラス）
高速射擊：幻想光束（イリュージョンレーザー，Illusion Laser）
低速射擊：魔力散射導彈（マジックドレインミサイル，Magic Missile）
符卡：緩衝魔法（マジックアブソーバー）

### 十六夜 咲夜
，Izayoi Sakuya
　　閃耀的銀刃牽制攻擊型（輝く銀の牽制攻擊ダイプ）
高速射擊：刀刃投擲（スローイングナイフ，Throwing Knife）
低速射擊：妖劍銀刃（妖剣シルバーブレード，Youken Silver Blade）
符卡：妖器「銀色異次元」（妖器「銀色のアナザーディメンジョン」，Youki「Giniro no Another Dimension」）
　　慳儉家的道具增加型（しっかり者のアイテム増加タイプ）
高速射擊：刀刃投擲（スローイングナイフ，Throwing Knife）
低速射擊：智能偷取（スマートロバー，Smart Robber）
符卡：時符「雙重隱身」（時符「デュアルバニッシュ」）

## 敌机角色

### 琪露諾
，Cirno
能力：操縱冷氣的能力
別名：冰之妖精
住處：霧之湖
登場：《輝針城》第一關中頭目
居住在霧之湖的妖精，基本上跟雜魚沒有什麼差別。

### 若鷺姬
，Wakasagihime
種族：人魚
能力：在水中力量增強程度的能力
別名：　棲息於淡水的人魚
住處：霧之湖
登場：
- 《輝針城》第一關頭目
- 《彈幕天邪鬼》一日目頭目

主題曲： 　秘境的人魚（《輝針城》）
わかさぎ的漢名為若鶩，中文因此命名。
若鷺姬為突然出現於霧之湖中的人魚，穩重系的淡水人魚。平時偶爾唱唱歌，偶爾撿撿石頭，過著這樣平凡生活的老實妖怪。平時對人類沒有敵對心理，因為被萬寶槌魔力影響，正當她變得慷慨激昂之時就被靈夢等人狠狠教訓了一頓。如今又再度變得溫順。

### 赤蠻奇
，Sekibanki
種族：轆轤首
能力：使頭飛起來的能力
別名： 　奇怪的轆轤首
住處：人間之里
登場：
- 《輝針城》第二關頭目
- 《彈幕天邪鬼》二日目頭目

主題曲： 　柳下的無頭騎士（《輝針城》）
赤蠻奇在種族的方面有一點爭議存在，別名表示為「轆轤首」，卻表現出「飛頭蠻」的能力。不過此作似乎通稱為「轆轤首」。
在人類村莊混跡於人類之間生活的妖怪，因為可以讓頭飛出去，所以做什麼事都很便利。性格比較高傲，與人類跟妖怪都無法相處得很融洽。總是會無緣無故冷嘲熱諷地看待事情。今年夏天，在人類村莊發生了由宗教家們引起的祭典騷動，在人類和妖怪情緒高漲的時候，她卻以否定的眼光看待這些流行的事情，一個人悄悄地生活著。因為被萬寶槌的魔力所影響，正當她洋洋自得時就被靈夢等人狠狠教訓了一頓。如今又再度變得溫順。
據飛頭蠻的天性，頭若離開身體、身體則會無法動彈，頭顱若離開太久則會停止機能，必須回到身體才能夠維持生命，身體是本體。對於沒有任何人類會怕她感到有點在意。
據符卡表示，赤蠻奇實際上是有脖子存在的，只不過設定上習慣性用袖子遮擋起來。
一方面也有杜拉罕（無頭騎士）之稱。

### 今泉 影狼
，Imaizumi Kagerou
種族：狼女
能力：滿月之夜變身成為狼人的能力
別名：　竹林中的狼人
住處：迷途之竹林
登場：
- 《輝針城》第三關頭目
- 《彈幕天邪鬼》三日目開場頭目，同時也是三日目頭目

主題曲： 　孤獨的狼人（《輝針城》）
出沒於竹林中的狼人，被咲夜誤認為是狼男。
擁有著沉穩的性格，即使在變身為狼之後也不失冷靜。不知是否因為月之居民在迷途竹林中建了宅邸，所以在森林中大量增加與月亮相關的妖怪。她也是其中一個。另一方面，她也是在外面世界已經滅絕的日本狼女。似乎很在意自己在滿月之日毛髮增多，因此藏起自己的樣貌，悄悄地生活著。因為被萬寶槌的魔力所影響，正當她變得兇暴之時就被靈夢等人狠狠的教訓了一頓。如今又再度變得溫順。

### 九十九 弁弁
，Tsukumo Benben
種族：付喪神
能力：發出聲音就能演奏的能力
別名：　老舊琵琶的附喪神
住處：
登場：
- 《輝針城》第四關使用不武器時中頭目，使用武器時頭目，Extra中頭目
- 《彈幕天邪鬼》五日目頭目

主題曲： 　幻想淨琉璃（《輝針城》）
沉著冷靜有如大人般的姊姊角色。九十九八橋為妹妹，但是即使這樣，兩人之間並沒有血緣關係，只是同時期出現的付喪神。
手中拿有附有光弦的琵琶。
符卡的名稱來自「平氏物語」，手中琵琶推斷是日本詩人平經正所握有的名為「青山」的琵琶。

### 九十九 八橋
，Tsukumo Yatsuhashi
種族：付喪神
能力：發出聲音就能演奏的能力
別名：　老舊古箏的附喪神
住處：
登場：
- 《輝針城》第四關使用武器時中頭目，不使用武器時頭目，Extra中頭目
- 《彈幕天邪鬼》一日目開場頭目，五日目頭目

主題曲： 　幻想淨琉璃（《輝針城》）
傳統樂器的付喪神，用光的弦線包圍著身體、模仿琴的模樣，
好勝魯莽的妹妹角色。九十九弁弁為姊姊，但是即使這樣，兩人之間並沒有血緣關係，只是同時期出現的付喪神。
她們的目的是想藉由道具來征服世界。夢想著實現一個這道具能夠自由移動，發揮全部力量的理想鄉。不過最後仍被靈夢給阻止。
至於「九十九」為付喪神的別稱，付喪神需要「累積九十九年的時間經驗」或者「九十九種物品」才能成型。

### 鬼人 正邪
，Kijin Seija
種族：天邪鬼
能力：顛倒所有事物的能力
別名：　逆襲的天邪鬼
住處：天守閣
登場：
- 《輝針城》第五關頭目，第六關中頭目
- 《彈幕天邪鬼》唯一主要自機

主題曲： 　倒轉的世界觀（《輝針城》）
企圖下剋上的天邪鬼。
天邪鬼不屬於鬼，只是一種性格扭曲的妖怪。
正邪的姓「鬼人」應該和她的種族「天邪鬼」；不過「天邪鬼」並不是鬼的一種。而且「鬼人」的日語讀音「きじん，Kijin」和輝針城中「輝針」的日語讀音「きしん，Kishin」很相近。
她一天到晚腦子裡總想著和其他人相反的事情。別人一反感她就高興，看到別人一高興她就開始心生厭惡。絕對不服從命令。就算自己賺了也絕不會把別人應得的給對方。所以，雖然正邪很健談，但是基本上沒有人會喜歡她。
這樣的傢伙當然會被人類、妖怪雙方都厭惡，但別人越是討厭她自然就越高興。
而她的野心就是把幻想鄉整個翻轉過來。終結這個如今由強者穩定支配的幻想鄉，變成一個弱者說了算的世界，因此欺骗針妙丸使用宝槌，来实现颠倒强弱关系的野心。

### 少名 針妙丸
，Sukuna Shinmyoumaru
種族：小人族
能力：使用萬寶槌的能力
別名：
- 　小人的末裔（《輝針城》）
- 　輝針的小人國（《鈴奈庵》）
- 　可疑！綠色的小人（《深秘錄》）

住處：天守閣
登場：
- 《輝針城》第六關（最終）頭目
- 《鈴奈庵》第12話
- 《彈幕天邪鬼》八日目開場頭目，同時也是八日目頭目
- 《深秘錄》可用角色
- 《憑依華》可用角色，河城荷取&秦心路線最終頭目（與比那名居天子組隊）

主題曲： 　輝針小人族　～ Little Princess（《輝針城》）
手持著有如縫線針般的劍、以及萬寶槌。雖取名為針妙丸，不過確鑿是一個女人。她是一寸法師的末裔。因此能夠使用萬寶槌。
初代的一寸法師治退了鬼，得到了鬼的秘寶『萬寶槌』。初代獲得了長大的身體和公主結婚這些事都如同傳說中所說的一樣。因為萬寶槌是鬼的法寶，由此引發的奇蹟也同樣來自鬼的魔力。若是隨便使用必招來殺身之禍，這就是初代當時的想法，因此自此没再使用宝槌并要求后人不能使用。
但是，隨著時代的推移一寸法師的信念逐漸被人遺忘。后人曾打破了祖先的禁忌，使用宝槌建立了輝針城，但由于宝槌的魔力全部释放而导致城池逆转，小人族被困于城中并不被人类所知。最终再次封印了宝槌。
之後過了漫長的歲月，到了現代。小人族裡也已經沒有任何人再提起過去的事情。因此，針妙丸本人對於萬寶槌的事情是一無所知。
天邪鬼正邪为了实现自己颠覆强者管理弱者的愿望，欺骗了針妙丸使用宝槌。

### 堀川 雷鼓
，Horikawa Raiko
種族：付喪神
能力：讓任何事物配合節奏的能力
別名：　夢幻的打擊樂手
住處：
登場：
- 《輝針城》Extra Stage關頭目
- 《彈幕天邪鬼》五日目開場頭目，同時也是五日目頭目

主題曲： 　原始節奏　～ Pristine Beat（《輝針城》）
堀川雷鼓是和太鼓的付喪神。在被人類敲擊當中產生喜悅，生存至今。
但是，突然在身體中感受到了強烈的魔力。同時心中也湧現出了兇暴的情感。現在，正是道具們復仇之時。
但聰明的她，很快就發現那似乎是因為受到鬼的魔力（萬寶槌的魔力）影響造成的。她感覺到，這樣下去的話會遭其控制。此時她下了一個巨大的賭注。
她捨棄了作為自己身體的和太鼓，與作為魔力之源的太鼓演奏者，去尋求新的魔力。而且還是在禁止進入的外面世界。終於，她得到了新的和太鼓與演奏者。這毫無疑問，是外界的魔力。
身體當中已經不再殘留有鬼的魔力。這樣一來即便萬寶槌進入魔力的回收期，也不會再變回一般的道具了。於是她開始向自己周圍的付喪神們到處傳授這個辦法。

## 關卡流程
| 關卡                 | 關卡名稱    | 中文譯名         | 地點                     | 中頭目      | 頭目        |
| -------------------- | ----------- | ---------------- | ------------------------ | ----------- | ----------- |
| 第一關               |             | 淡水珍珠之淚     | 霧之湖（霧の湖）               | 琪露諾      | 若鷺姬      |
| 第二關               |             | 柳林下的斷首     | 柳下運河（柳の運河）             | 赤蠻奇      | 赤蠻奇      |
| 第三關               |             | 滿月的妖獸       | 迷途之竹林（迷いの竹林）           | 今泉 影狼   | 今泉 影狼   |
| 第四關（使用武器）   |             | 暴風內的不協和音 | 幻想鄉上空（暴風）（）   | 九十九 八橋 | 九十九 弁弁 |
| 第四關（不使用武器） | 九十九 弁弁 | 暴風內的不協和音 | 幻想鄉上空（暴風）（）   | 九十九 八橋 |             |
| 第五關               |             | 萬物顛倒的世界   | 倒立浮於空中之城內部（） | 鬼人 正邪   | 鬼人 正邪   |
| 最終關               |             | 小人物的大野心   | 輝針城 天守閣（）        | 鬼人 正邪   | 少名 針妙丸 |
| Extra                |             | 在世存有的響動   | 幻想鄉上空（暴風）（）   | 九十九姊妹  | 堀川 雷鼓   |